# C12orf54
C12orf54 (англ. Chromosome 12 open reading frame 54) – білок, який кодується однойменним геном, розташованим у людей на 12-й хромосомі. Довжина поліпептидного ланцюга білка становить 127 амінокислот, а молекулярна маса — 14 485.
| 10         |  | 20         |  | 30         |  | 40         |  | 50         |
| ---------- |  | ---------- |  | ---------- |  | ---------- |  | ---------- |
| MAQHPCQDQE |  | QKVEMTSKQQ |  | RSTSIEETMR |  | PQEKQVTITE |  | TLWDQVLTVF |
| KDIQKELQED |  | ARIRGMSNCS |  | MTPMTSAPRT |  | GSIRPPDSLM |  | TPKLRRLQFS |
| SGEQPSGGRI |  | HNLKTQLFSQ |  | SAYYPGP    |  |            |  |            |

A: Аланін

C: Цистеїн

D: Аспарагінова кислота

E: Глутамінова кислота

F: Фенілаланін

G: Гліцин

H: Гістидин

I: Ізолейцин

K: Лізин

L: Лейцин

M: Метіонін

N: Аспарагін

P: Пролін

Q: Глутамін

R: Аргінін

S: Серин

T: Треонін

V: Валін

W: Триптофан

Задіяний у такому біологічному процесі, як альтернативний сплайсинг. 